# 動漫
動漫（どうまん、中国語: 動漫、拼音: dòngmàn、トンマン）は、「動画」（アニメ）と「漫畫」（漫画）のかばん語で、中国においてはアニメと漫画の総称として用いられている言葉。動漫はアニメのことを指す際に用いられることが多いが、実際にはアニメだけでなく漫画も含まれる概念である。
実際の使用ではアニメのみを指すことが多く、さらに「国漫」は国産アニメ、「日漫」は日本アニメを指す慣用が定着されている。「漫」は「漫画」ではなく「動漫」（アニメを意味する）の略称として成立している。また大学などにある「動漫研究センター」もアニメのみを研究する場合がある。
また、従来の子供向けアニメ作品（英語ではCartoonと呼ぶもの）と区別するために、日本アニメや青年向けアニメのことをあえて「動画」ではなく「動漫」を呼ぶ慣用がある。ここの「動漫」は「漫画」の要素はなく、「Cartoon」の反対と意味することになる。